# Prostominia convexinscula
Prostominia convexinscula es una especie de coleóptero de la familia Salpingidae. La especie fue descrita científicamente por Antoine Henri Grouvelle en 1914.

## Distribución geográfica
Habita en las islas Seychelles.